# Philippe Goddin
Philippe Goddin, né le 27 mai 1944 à Schaerbeek (province de Brabant), est un expert et critique littéraire belge, spécialiste de la vie et de l'œuvre d'Hergé.

## Biographie
Philippe Goddin naît le 27 mai 1944 à Schaerbeek. Il est étudiant à l'Institut Saint-Luc de Bruxelles de 1960 à 1963. Professeur, chargé de l'enseignement des arts plastiques, il a connu Hergé, ainsi que Paul Cuvelier dont il est l’ami dans les dernières années de sa vie.
Il écrit l'ouvrage Paul Cuvelier, l'aventure artistique autour de l'auteur de Corentin publié aux éditions Magic Strip en 1981.
En 1983, il est le commissaire d'exposition d'une grande rétrospective consacrée à l'œuvre du même Paul Cuvelier. L'année suivante, il publie Corentin et les chemins du merveilleux aux éditions du Lombard. Cette monographie illustrée à 250 reprises est la première consacrée aux archives du dessinateur. Cet ouvrage vaut à son auteur d'être récipiendaire d'une mention d'honneur au prix Plantin Moretus en 1985. À l'occasion du 40e anniversaire de l'éditeur du journal Tintin, il écrit le texte de l'ouvrage L'Aventure du journal Tintin et met en lumière le rôle déterminant de l'hebdomadaire dans l'évolution du 9e art en 1986.
Il est le secrétaire général de la Fondation Hergé pendant dix ans, de 1989 à 1999.
Depuis 2000, il publie Hergé, chronologie d'une œuvre, la biographie la plus complète qui ait été publiée sur le créateur de Tintin. Le septième tome en est la conclusion et totalise plus de 3 000 pages en 2011.
Avec Les Tribulations de Tintin au Congo publié aux Éditions Moulinsart en 2018, il souhaite démontrer que Tintin au Congo n’est pas un album raciste.
En 2020, il livre l'ouvrage Hergé Tintin et les Américains, publié aux mêmes éditions,.

## Publications
- Philippe Goddin, Paul Cuvelier : L'aventure artistique, Bruxelles, Magic Strip, 1981 (ISBN 978-2-8035-0048-2)

- Philippe Goddin, Corentin et les chemins du merveilleux : Paul Cuvelier et la bande dessinée, Bruxelles-Paris, Éditions du Lombard, coll. « Nos auteurs » (no 1), 1984, 120 p. (ISBN 2-8036-0473-6)

- Philippe Goddin, Hergé et Tintin reporters : du Petit Vingtième au journal Tintin[15], Le Lombard, 1986, 254 p. (ISBN 978-2-8036-0581-1)

- Philippe Goddin, L'Aventure du journal Tintin : 40 ans de bandes dessinées, Le Lombard, 1986, 96 p. (ISBN 978-2-8036-0574-3)

- Philippe Goddin, Hergé et les Bigotudos[16] : Le roman d'une aventure, Casterman, coll. « Bibliothèque de Moulinsart », 1990, 288 p. (ISBN 978-2-203-01709-2)

- Philippe Goddin, Comment naît une bande dessinée : Par-dessus l'épaule d'Hergé[17],[18], Casterman, 1991, 48 p. (ISBN 2-203-05101-9)

- Philippe Goddin, Les débuts d'Hergé : Du dessin à la Bande dessinée, Éditions Moulinsart, 1999, 171 p. (ISBN 978-2-930284-17-0)

- Philippe Goddin, Hergé, Chronologie d'une œuvre : 1907-1931, t. 1, Éditions Moulinsart, 2000, 420 p. (ISBN 978-2-930284-37-8)

- Philippe Goddin, Hergé, Chronologie d'une œuvre[19] : 1931-1935, t. 2, Éditions Moulinsart, 2001, 420 p. (ISBN 978-2-930284-72-9)

- Philippe Goddin, Hergé, Chronologie d'une œuvre : 1935-1939, t. 3, Éditions Moulinsart, 2002, 420 p. (ISBN 978-2-930284-98-9)

- Philippe Goddin, Hergé, Chronologie d'une œuvre : 1939-1943, t. 4, Éditions Moulinsart, 2003, 420 p. (ISBN 978-2-87424-017-1)

- Philippe Goddin, Hergé, Chronologie d'une œuvre : 1943-1949, t. 5, Éditions Moulinsart, novembre 2004, 420 p. (ISBN 978-2-87424-052-2)

- Philippe Goddin, Paul Cuvelier, les Chemins du Merveilleux, Le Lombard, coll. « Auteurs », février 2006, 120 p. (ISBN 978-2-8036-2165-1)

- Philippe Goddin, Hergé : lignes de vie : Biographie, Éditions Moulinsart, novembre 2007, 1003 p. (ISBN 978-2-87424-097-3)

- Philippe Goddin, Hergé, Chronologie d'une œuvre : 1950-1957, t. 6, Éditions Moulinsart, mars 2009, 420 p. (ISBN 978-2-930284-99-6)

- Philippe Goddin, Hergé, Chronologie d'une œuvre : 1958-1983, t. 7, Éditions Moulinsart, mai 2011, 375 p. (ISBN 978-2-87424-239-7)

- Philippe Goddin et Thierry Scaillet, Hergé chez les scouts : Les aventures de Renard curieux, Éditions Avant-Propos, mai 2012, 160 p. (ISBN 978-2-930627-39-7)

- Philippe Goddin et Hergé, La Malédiction de Rascar Capac : Le mystère des boules de cristal, t. 1, Bruxelles, Casterman, coll. « éditions Moulinsart », 12 mars 2014, 136 p. (ISBN 978-2-203-08777-4).
- Philippe Goddin et Hergé, La Malédiction de Rascar Capac[20] : Les secrets du temple du soleil, t. 2, Bruxelles, Casterman, coll. « éditions Moulinsart », 22 août 2014, 176 p. (ISBN 978-2-203-08843-6).
- Philippe Goddin, Hergé Tintin et les soviets : la naissance d'une œuvre[21], Éditions Moulinsart, 2016  (ISBN 978-2-87424-357-8).
- Philippe Goddin, Les Tribulations de Tintin au Congo, Moulinsart, 2018  (ISBN 9782203192157).
- Philippe Goddin, Hergé Tintin et les Américains[13],[14], Moulinsart, 2020  (ISBN 978-2-87424-482-7).
- Philippe Goddin et Martine Mergeay, Le Mystère Paul Cuvelier[22], Les Impressions nouvelles, coll. « Reflexions Faites », 31 août 2023, 616 p. (ISBN 978-2-39070-074-6)
- Philippe Goddin, Tintin+Hergé, Les Coulisses d’une œuvre : tome 1 Tintin au Pays des Soviets[23],[24],[25], Moulinsart, 2024  (ISBN 978-2-8104-4010-8).
- Hergé, Philippe Goddin et Dominique Maricq, Tintin+Hergé, Les Coulisses d’une œuvre : tome 2 Tintin au Congo, Bruxelles, Éditions Moulinsart, 4 décembre 2024, 104 p. (ISBN 9782810440269).
- Hergé, Philippe Goddin et Dominique Maricq, Tintin+Hergé, Les Coulisses d’une œuvre : tome 3 Tintin en Amérique, Bruxelles, Éditions Moulinsart, 15 janvier 2025, 112 p. (ISBN 978-2-8104-4027-6).
- Hergé, Philippe Goddin et Dominique Maricq, Tintin+Hergé, Les Coulisses d’une œuvre : tome 4 Les Cigares du pharaon, Bruxelles, Éditions Moulinsart, 12 mars 2025, 112 p. (ISBN 978-2-8104-4028-3).
- Hergé, Philippe Goddin et Dominique Maricq, Tintin+Hergé, Les Coulisses d’une œuvre : tome 5 Le Lotus bleu, Bruxelles, Éditions Moulinsart, 14 mai 2025, 112 p. (ISBN 978-2-8104-4093-1).
- Hergé, Philippe Goddin et Dominique Maricq, Tintin+Hergé, Les Coulisses d’une œuvre : tome 6 L'Oreille cassée, Bruxelles, Éditions Moulinsart, 9 juillet 2025, 112 p. (ISBN 978-2-8104-4169-3).
- Hergé, Philippe Goddin et Dominique Maricq, Tintin+Hergé, Les Coulisses d’une œuvre : tome 7 L'Île Noire, Bruxelles, Éditions Moulinsart, 10 septembre 2025, 112 p. (ISBN 978-2-8104-4201-0).

### Prix et distinctions
- 2000 :  prix de l'information BD décerné par la Chambre belge des experts en bande dessinée[26] pour Chronologie d’une oeuvre (Moulinsart).

#### Livres
: document utilisé comme source pour la rédaction de cet article.
- Jean-Louis Lechat, Un demi-siècle d’aventures t. 2 : 1970 - 1996, Bruxelles, Le Lombard, 5 décembre 1996, 224 p., ill. ; 31 cm (ISBN 280361233X, OCLC 37995939, BNF 37539082, présentation en ligne), p. 110, 112, 117, 119, 130, 143. .
- Le 9e Rêve no 6, Bruxelles, Institut Saint-Luc de Bruxelles, École de recherche graphique, 2006, 144 p. (présentation en ligne), p. 43-44. .
- Jacques Fiérain, « Goddin, Philippe », dans La BD dans la province du Hainaut, Charleroi, Éd. l'Âge d'or, septembre 2006, 96 p., ill. ; 31 cm (ISBN 9782960046458 et 2960046455, OCLC 469651838, présentation en ligne), p. 56.

#### Articles
- Philippe Goddin (interviewé par Daniel Couvreur), « Les 7 images rares du tintinologue fou », Le Soir,‎ 28 mai 2011 (lire en ligne , consulté le 22 juin 2025).
- Philippe Goddin et Thierry Scaillet (interviewés par Marc Uytterhaeghe), « Hergé chez les scouts ou les tribulations de Renard curieux », L'Avenir,‎ 30 mai 2012 (lire en ligne, consulté le 31 octobre 2024).

### Vidéographie
- [vidéo] « Philippe Goddin, l'Hergéologue », sur YouTube, 21 septembre 2016
- [vidéo] « FIBD2017-Tintin au pays des Soviets en couleur », sur YouTube, 28 janvier 2017
- [vidéo] « Philippe Goddin : sa passionnante biographie Hergé Lignes de vies », sur YouTube, 14 décembre 2017
- [vidéo] « Philippe Goddin : "La véritable histoire de Tintin au Congo" », sur YouTube, 20 décembre 2018
- [vidéo] « Philippe Goddin dévoile les secrets de "Hergé, Tintin et les Américains" », sur YouTube, 29 octobre 2020